# Totem e Tabu
Totem e Tabu: Alguns Pontos de Concordância entre a Vida Mental dos Selvagens e dos Neuróticos (em alemão:  Totem und Tabu: Einige Übereinstimmungen im Seelenleben der Wilden und der Neurotiker) é um livro de 1913 de Sigmund Freud, no qual Freud aplica psicanálise aos campos da arqueologia, antropologia, e o estudo da religião. É uma coleção de quatro artigos inspirados pelo trabalho de Wilhelm Wundt e Carl Jung e foi primeiramente publicado no jornal Imago (1912-1913): "O Horror do Incesto", "Tabu e Ambivalência Emocional", "Animismo, Mágica e a Onipotência dos Pensamentos" e "O Retorno do Totemismo na Infância". Totem e Tabu tem sido um dos clássicos da antropologia, comparável a Cultura Primitiva de Edward Burnett Tylor de 1871 e O Ramo de Ouro de James Frazer de 1890. O trabalho é considerado atualmente desacreditado pela maioria dos antropólogos. O antropólogo cultural Alfred L. Kroeber foi um crítico precoce de Totem e Tabu, publicando uma crítica ao trabalho em 1920. Outros autores veem valor redentor no trabalho.

## Pano de fundo
Freud, que tinha um interesse antigo em antropologia social e se devotou ao estudo da arqueologia e pré-história, escreveu que os trabalhos de Wilhelm Wundt e Carl Jung proveram a ele os "primeiros estímulos" para escrever os artigos inclusos em Totem e Tabu. Freud foi influenciado pelo trabalho de James George Frazer, incluindo O Ramo de Ouro (1890).

## Sumário

### Capítulo 1
"O Horror do Incesto" diz respeito aos tabus do incesto adotados por sociedades que acreditam no totemismo.
Freud examina o sistema do Totemismo entre os aborígenes australianos. Todo clã tem um totem (usualmente um animal, às vezes uma planta ou força da natureza) e as pessoas não são permitidas a se casarem com aquelas pessoas com o mesmo totem que elas. Freud examina esta práticas como prevenção contra o incesto. O totem é passado através da hereditariedade, seja através do pai ou da mãe. A relação do pai também não é apenas o pai, mas cada homem do clã que, hipoteticamente, poderia ter sido seu pai. Ele relaciona isto a ideia de crianças pequenas chamarem tios e tias todos os amigos dos pais. Existem também outras classes de casamento, às vezes até oito, que agrupam os totens juntos e portanto limitam a escolha de parceiros.
Ele também fala sobre as práticas difundidas de evitamento entre culturas das ilhas do Pacífico e da África. Muitas culturas não permitem que irmãos e irmãs interajam de maneira alguma, geralmente depois da puberdade. Homens não são permitidos ficarem sozinhos com suas sogras ou dizer os nomes seus nomes. Ele explica isto dizendo que depois de uma idade os pais muitas vezes vivem através de seus filhos para suportar seus casamentos e que sogras podem tornar-se muito próximas de seus genros. Restrições similares existem entre um pai e uma filha, mas elas só existem da puberdade até o noivado.

### Capítulo 2
Em "Tabu e ambivalência emocional", Freud considera a relação de tabus para o totemismo. Freud usa os seus conceitos de projeção e ambivalência, que ele desenvolveu durante seu trabalho com pacientes neurológicos em Viena, para discutir a relação entre tabu e totemismo.
Como neuróticas, pessoas 'primitivas' sentem-se ambivalentes sobre a maioria das pessoas em suas vidas, mas não admitirão isso conscientemente para si próprias. Elas não admitirão que tanto quanto eles amam suas mães, existem coisas sobre elas que eles odeiam. As partes suprimidas dessa ambivalência (as partes do ódio) são projetadas nas outras. No caso dos nativos, as partes do ódio são projetadas no totem. Como em: 'Eu não queria que minha mãe morresse, o totem queria que ela morresse'.
Freud expande esta ideia de ambivalência para incluir a relação dos cidadãos com seu governante. Em cerimônias em torno de reis, que são muitas vezes bastante violentos, – como o rei morrendo de fome na floresta por algumas semanas – ele considera dois níveis que estão funcionando para ser o "ostensivo" (i.e., o rei sendo honrado) e o "real" (i.e., o rei está sendo torturado). Ele usa exemplos para ilustrar os tabus sobre os governantes. Ele diz que os reis da Irlanda estavam sujeitos a restrições como não sendo capazes de ir a certas cidades ou em determinados dias da semana.

### Capítulo 3
Em "Animismo, Mágica e a Onipotência do Pensamento", Freud examina a fase animista e narcisística associada com uma compreensão primitiva do universo e do desenvolvimento libidinal precoce. Uma crença em magia e feitiçaria deriva da sobrevalorização de atos psíquicos através dos quais as condições estruturais da mente são transpostas para o mundo: Essa sobrevalorização sobrevive tanto em homens primitivos quanto em homens neuróticos. O modo animista de pensamento é governado pela "onipotência dos pensamentos", uma projeção da vida mental interior no mundo externo. Esta construção imaginária da realidade é também discernível em pensamento obsessivo, transtorno delirante e fobias. Freud comenta que a onipotência dos pensamentos tem sido guardada no reino mágico da arte. A última parte desse artigo conclui a relação entre magia, superstição e tabu, argumentando que as práticas de animismo são apenas uma cobertura da repressão instintiva.

### Capítulo 4
Em "O Retorno do Totemismo na Infância", Freud combina uma das teorias mais especulativas de Charles Darwin sobre os arranjos das primeiras sociedades humanas (um único macho-alfa cercado por um harém de fêmeas, semelhante ao arranjo de grupos de gorilas) com a teoria do ritual de sacrifício tomado de William Robertson Smith para concluir que a origem do totemismo repousa em um evento singular, quando irmãos pré-históricos expulsos do grupo do macho-alfa retornam para matar seu pai, que eles temiam e respeitavam. A esse respeito, Freud localizou os primórdios do complexo de Édipo nas origens das sociedades humanas, e postulou que todas as religiões foram em efeito uma forma extensa e coletiva de culpa e ambivalência para lidar com a morte da figura paterna (que ele considerava como o verdadeiro pecado original).

## Recepção

### Primeiros comentários
Carl Furtmüller, ex-membro da Sociedade psicoanalítica de Viena, comentou Totem e Tabu em 1914, escrevendo que Freud ignorava os críticos e usava mal o trabalho de Darwin. Na visão de Furtmüller, enquanto Freud mostrava inteligência e astúcia, também empregava "o jogo livre da fantasia" no lugar da lógica. Furtmüller comparou o complexo de Édipo ao "pecado original da raça humana".

### Reações de antropólogos
Totem e Tabu tornou-se amplamente conhecido nos Estados Unidos no fim da Primeira Guerra Mundial. De acordo com Annemarie De Waal Malefijt, o livro produziu "reações raivosas" dos antropólogos, mesmo com base apenas no subtítulo. Antropólogos críticos de Totem e Tabu incluem Alfred L. Kroeber, que em 1920 revisou a tradução em inglês em American Anthropologist, descrevendo Freud como "galante e estimulante aventureiro em etnologia", mas rejeitando a ideia de que as teorias de Freud pudessem explicar origens sociais e fases evolucionárias, Franz Boas, que considerou o método de Freud em Totem e Tabu unilateral e inútil para o conhecimento avançado do desenvolvimento cultural e Robert Ranulph Marett, que se referiu ao trabalho como "apenas uma história". Claude Lévi-Strauss criticou Totem e Tabu em seu As estruturas essenciais do parentesco (1948).
Kroeber publicou uma reavaliação de Totem e Tabu em 1952. Marvin Harris descreveu Totem e Tabu como representativo do que os seguidores de Boas consideravam como "a pior forma de especulação evolucionária", criticando "a grandiosidade do compasso, a fragilidade de sua evidência... a generalidade de suas conclusões" e seu "quadro anacrônico". Em sua visão, nada sobre o trabalho preparou os "freudianos ortodoxos" para lidarem com a variedade de estruturas da personalidade culturalmente determinadas reveladas pelo trabalho de Bronisław Malinowski, Margaret Mead, e Ruth Benedict. Peter Farb escreveu que Totem e Tabu "demonstra a profundidade em que um teórico vai para achar uma explicação" para o totemismo, adicionando que apesar das discordâncias ou outros problemas, antropólogos agora concordam que o trabalho é "totalmente desacreditado".

### Visão dos psicoanalistas
Géza Róheim, uma antropóloga assim como psicoanalista, considerou Totem e Tabu um dos maiores marcos na história da antropologia, comparável ao Cultura Primitiva de Edward Burnett Tylor, de 1871, e O Ramo de Ouro de Sir James George Frazer, de 1890. Róheim descreveu Totem e Tabu como um "trabalho que marcou época" tanto na antropologia quanto nas ciências sociais em geral. Róheim eventualmente abandonou as suposições de Totem e Tabu, mas continuou a tratá-lo como um clássico, o trabalho que criou a antropologia psicoanalítica. Wilhelm Reich, seguindo Johann Jakob Bachofen e outros autores, manteve que sociedades humanas primitivas eram matriarcais e que isso descartava o relato de Freud para as origens da civilização em Totem e Tabu. Reich argumentou que a teoria de Freud de que o complexo de Édipo era um fator primordial no desenvolvimento da civilização ignorou a relatividade cultural do complexo de Édipo, que com base no trabalho de Malinowski, ele viu somente como resultado da ordem patriarcal. O próprio Freud considerou "O retorno do totemismo na infância" seu trabalho mais bem escrito, e Totem e Tabu como um todo permaneceu como um de seus trabalhos favoritos.

### Outras respostas
- A estudiosa clássica Jane Ellen Harrison chamou Totem e Tabu um dos trabalhos mais importantes em sua vida intelectual. Seu trabalho Themis: A Study of the Social Origins of Greek Religion, de 1912 tem sido comparado a Totem e Tabu, já que ela e Freud tentaram encontrar um mecanismo universal que poderia explicar as origens da religião.[14]
- O romancista Thomas Mann escreveu que Totem e Tabu causou uma impressão mais forte nele do que qualquer outro trabalho de Freud, e que de todos os trabalhos de Freud este merecia o maior mérito artístico.[13]
- A feminista Simone de Beauvoir criticou Totem e Tabu em O Segundo Sexo (1949), escrevendo que Freud é forçado a "inventar estranhas ficções" para explicar a passagem do "individual para a sociedade"; ela via a inabilidade em explicar essa transição como uma falha na psicoanálise.[15]
- O autor Georges Bataille argumentou que Freud foi induzido ao erro pelo "conhecimento superficial de dados etnográficos" típico de seu tempo ao concluir em Totem e Tabu que o tabu de tocar cadáveres geralmente contraria o desejo de tocá-los.[16]
- O estudioso clássico Norman O. Brown criticou o trabalho em Life Against Death (1959), escrevendo que Freud correlata estágios psico-sexuais do desenvolvimento com estágios da história, vendo a história como um "processo de crescimento". Brown via esta visão como um "resíduo do otimismo e do racionalismo do século XVIII" e o considerava inadequado tanto como história quanto como psicoanálise.[17]
- O mitologista Joseph Campbell considerou Totem e Tabu de Freud e Psicologia do Inconsciente (1912) de Jung os dois trabalhos-chave que iniciou a interpretação sistemática de materiais etnológicos através de intuições ganhas  através do estudo de indivíduos neuróticos.[18]
- O crítico René Girard escreveu em Violência e o Sagrado (1972) que apesar da rejeição de Totem e Tabu pelo "criticismo contemporâneo", seu conceito de assassinato coletivo é próximo aos temas de seu próprio trabalho.[19]
- O historiador Peter Gray, escrevendo em Freud: A Life for Our Time (1988), sugeriu que em Totem e Tabu Freud fez conjecturas mais ingênuas que aquelas de Jean-Jacques Rousseau. Gay observou que Totem e Tabu era em parte uma tentativa de Freud de superar seu rival Jung, e que o trabalho é cheio de evidências que "os atuais combates de Freud reverberaram com sua história passada, consciente e inconsciente."[20]
- O crítico Harold Bloom escreveu em The American Religion (1992) que Totem e Tabu não tinha maior aceitação entre antropólogos do que o Livro de Mórmon, e que existem paralelos entre os dois trabalhos, como a preocupação com a poligamia.[21]
- O autor Richard Schechner criticou Freud por ter assumido no trabalho que alguns humanos são mais "primitivos" que outros.[22]
- O psicologista David P. Barash concluiu que em Totem e Tabu Freud "combina fantasia idiossincrática, quase fantasia louca com surpreendente profundidade e originalidade".[23]
- O autor Anthony Elliott argumentou que o relato de Freud sobre organizações sociais e culturais sofrem de limitações, e que por conta do conhecimento antropológico que se tornou disponível após Totem e Tabu, as teorias propostas por Freud agora têm poucos defensores. Elliott escreveu que "a tentativa de Freud de ancorar o complexo de Édipo em um evento fundacional desloca suas percepções cruciais sobre o poder radicalmente criativo da imaginação humana", atribuindo a eventos reais "o que são, de fato, produtos da fantasia". Elliott adicionou que "ainda existem elementos de interesse considerável" no trabalho, acreditando que Freud mostrou que "a realidade  não é pré-dada ou natural", mas sim estruturada pelos quadros sociais e técnicos formados pelos seres humanos e que "a subjetividade individual e a sociedade pressupõe um ao outro".[24]
- O autor Dominique Bourdin escreveu que em Totem e Tabu, Freud "desenvolve uma ideia que claramente incomoda os psicoanalistas atuais, mas que é essencial para a lógica do pensamento freudiano: a da filogenética".[25]
- O filósofo Mikkel Borch-Jacobsen e o psicoanalista Sonu Shamdasani argumentaram que em Totem e Tabu Freud aplicou à história "o mesmo método de interpretação que ele usou em privado no seu escritório para 'reconstruir' as memórias esquecidas e reprimidas de seus pacientes".[26]